# Sidoasri (Candipuro)
Sidoasri is een bestuurslaag in het regentschap Lampung Selatan van de provincie Lampung, Indonesië. Sidoasri telt 4063 inwoners (volkstelling 2010).